# 라스카 화산
라스카 화산(Lascar volcano)은 칠레 안토파가스타에 있는 화산으로, 성층 활화산이다. 현재 안데스산맥 북부에서 활동이 가장 활발한 활화산으로, 해발고도는 5,592m이다. 1993년에 대폭발하여 어마어마한 화산재를 하늘로 뿜어냈다. 2015년 마지막으로 소규모 분화를 일으켰으며, 현재까지도 화산폭발 조짐이 보이고 있다.